# Арик Боке
Арик Боке, Ариг Бука или Артибуга (монг. Аригбөх, ср. монг. ᠠᠷᠢᠴᠪᠥᠬ᠎ᠠ; 1219—1266) био је син регента Монголског царства Толуја, најмлађег сина Џингис-кана, и Соркохтани Беки. Био је најмлађи брат Монгке-кана, Хулагу-кана и Кублај-кана. После смрти брата Монгкеа прогласио се за великог кана Монголског царства 1260. године, што га је довело у сукоб с Кублајем, изазвавши Толуидски грађански рат. Грађански рат је завршен 1264. год. победом Кублаја и преображајем Царства из једног целовитог ентитета у неки вид конфедерације.

## Порекло и младост
Арик Боке се родио око 1219. год. као најмлађи син Толуја, најмлађег сина Џингис-кана, и Соркохтани Беки. После смрти Џингис-кана, Толуј је једно време био регент Монголског царства. Током владавине Огатај-кана и свих сукоба који су наступили после смрти истог, остао је неактиван. На сцену ступа тек након устоличења свог најстаријег брата Монгкеа на место великог кана, 1251. год. У пролеће 1253. године, на курултају који је сазвао Монгке одређено је да Арик Боке као Отчиген остане у Монголији да помогне брату у управљању царством, док су његова браћа Хулагу и Кублај отишли у војне походе на Блиски исток, односно Кину.
Крајем 1253. год. на двор великог кана у Каракоруму стигао је фрањевачки монах Виљем од Рубрука, гласник француског краља Луја IX. Посетилац је описао Арик Бокеа као човека који гаји симпатије према хришћанству. Можда је таквом опису допринела чињеница да је за њега радио Гијом Буше, париски златар заробљен приликом пљачке Београда. Због способности да прави хришћанске верске реликвијаре, Буше је био предат прво Соркохтани, иначе несторијанској хришћанки, а после њене смрти 1252. год. Арик Бокеу. Монгке је изабрао Бушеа и екипу од 50 помоћних златара да дају егзотичну европску црту монголској престоници. То је било и постигнуто, јединственим, мада идиосинкрастичким стилом који је одушевљавао све који су посетили Каракорум.
У јесен 1257. године, услед Кублајевих војних неуспеха, Монгке је сазвао мали курултај у шумовитој долини Корконаг, на старој породичној реци Онон близу планине Буркан Калдун. На курултају је велики кан одлучио да сам води поход против династије Сунг и да, у његовом одсуству, управљање царством и старање о његовом сину и наследнику буде поверено Арик Бокеу. Монгке је кренуо на поход у мају 1258. године.

## Велики кан
Дана 11. августа 1259. год. Монгке-кан је умро. Пошто ни Хулагу на Блиском истоку ни Берке-кан у Златној хорди нису хтели да ризикују да изгубе оно што већ имају, а Монгкеов син је умро непосредно пре тога, једини преостали кандидати за врховну титулу у Монголији били су Арик Боке и Кублај. Не желећи да попусте другом, оба брата су сазвала своје курултаје, свако на својој земљи.
Предност Арик Бокеа у овом спору била је, осим што је већ држао царску престоницу Каракорум, то што је био традиционалан. Живео као човек из степе, Монгол који се ретко одваја од свог коња, за разлику од брата, који је био под јаким утицајем кинеске културе. Такође, Арик Бокеу је претензије на титулу великог кана још више појачавало то што је био Отчиген. Наиме, Монгке је још 1252. год, да би учврстио свој легитимитет, постхумно доделио титулу великог кана свом оцу. Тада је уследио и правни закључак да је Толуј, као Отчиген, био предодређен да наследи титулу свог покојног оца и његову постојбину, на шта се сад позивао и Арик Боке. Поред тога, Арик Боке је задобио поверење осталих чланова династије Борџигин, јер им је мање угрожавао власт над већ стеченим земљама, а Кублаја су доживљавали попут странца. У складу са монголским законима, Арик Боке је свој курултај одржао у монголској постојбини. Удовица Монгке-кана, као и његови синови, подржавали су га као законитог и најбољег наследника. Подржавали су га и други чланови породице, осим два брата, Хулагуа и Кублаја. Представници свих породичних огранака прогласили су Арик Бокеа великим каном на курултају у Каракоруму, у јуну 1260. године.
Сходно свом новом положају, млади кан се одмах умешао у послове Чагатајског каната, коме је био сизерен, сменивши дотадашњег кана Мубарак-шаха и именовавши новог, Алгуа. Алгу је, повезавши се са утицајном чагатајским амирима, до 1261. године потпуно преузео власт у земљи. Међутим, чагатајски кан је присвојио и Самарканд и Бухару, које су раније заједнички контролисали гарнизони чагатајског кана и великог кана, као и неке области од Златне хорде, што га је довело у сукоб с истом.

## Грађански рат
Као одговор на Арик Бокеов, Кублај је убрзо сазвао свој курултај на свом поседу, у Ксанаду, где су га његови људи, уз снажну подршку Хулагуовог изасланика, прогласили за великог кана. Ма колико неконвенционалан овај избор био по монголским стандардима, Кублај је чврсто управљао кинеском војском и сопственим делом монголске војске; што је још важније, он је управљао дотоком хране без које Каракорум не би могао да преживи. Број становника овог степског града толико је порастао да није могао да се одржи само сопственим стадима, а градско залеђе, упркос охрабривању страних сељака да га насељава, није могло да се култивише. У случају губитка сталног и обимног дотока хране из пољопривредних области којима је владао Кублај, Каракорум би морао или да се расели или да се суочи са глађу. Тако се млађи брат нашао у врло незгодном положају.
Кублај је пресекао доток хране и послао војску да освоји Какоркорум. Арик Боке се жилаво бранио, али се стално повлачио пред бројчано надмоћном, братовљевом кинеском војском. Каракорум је брзо пао Кублају у руке, али га је 1261. године Арик Боке привремено повратио. Војске сукобљених канова среле су се још два пута, али је војска Арика Бокеа постепено слабила и почела да нестаје, пошто су напустили сви савезници када су схватили да млади кан неће успети да победи старијег, богатијег и вероватно паметнијег брата. Тако се Алгу побунио против свог сизерена, наневши му тиме тежак ударац јер Монголија више није могла да се снабдева храном ни из његовог каната. После почетког пораза у бици код језера Сајрам, 1262. године, иако у тешкој ситуацији, Арик Боке је у пролеће 1263. године упао у Чагатајски канат и нанео пораз Алгуу у бици на реци Или, приморавши га да побегне у Источни Туркестан, где га је гонио до Јининга. Међутим, то није сломило чагатајског кана, који је још исте године напао Каидуа, поглавара Огатаида и савезника Арик Бокеа. Каиду је у почетку однео победу, да би касније доживео тежак пораз.
Арик Боке се морао суочити и са највећом опасношћу по Монголе, то је била зуд, сточна глад, која је трајала већ двадесет година. Од 1250. до 1270. године Монголија је претрпела жестоке хладноће. У еколошком крхком станишту, какво је Монголија, промена у температури од само неколико степени Целзијусових, годишње, доста смањује ионако мале количине падавина, ограничава раст траве, па стока слаби и умире. Без јаких коња и довољно хране, присталице Арика Бокеа, већ одсечене од пољопривредног пространства под влашћу Кублај-кана, нису могле дуго да ратују. Зима 1263./1264. била је сурова, а већ следећег пролећа Арик Боке није располагао никакавим силом. Лишен могућности да нахрани своје следбенике, млађи брат је отишао у Ченгду, где се 1264. године предао старијем.

## Пад, смрт и последице
Када су се, после дуге борбе, два брата коначно срела, Кублај је присилио Арик Бокеа да му у јавној церемонији ода послушност. Пред окупљеним двором Кублај је испитивао свог брата. Тражио је да му овај одговор на питање које је од две стране пређашњег рата права. Одговор Арик Бокеа показао је сав његов понос, чак и у поразу:
Ми смо били некада, а ви сте сада.
Остали чланови породице, укључујући и удаљеног Хулагуа, кисело су примили овакво јавно понижење најмлађег брата; отишли су тако далеко да су се пожалили. Кублај је сазвао још један курултај, на монголској земљи, да одлучи о судбини Арик Бокеа и да себи потврди законитост титуле кана без мрље претходног избора, на кинеској земљи. Упркос огромној надмоћи Кублајеве војске, династија Борџигин је одбила да присуствује скупу. Признали су свршен чин Кублајеве владавине, али нико није хтео да учествује у процесу против Арик Бокеа кога је већина подржала као великог кана. Нико од њих није веровао Кублају толико, да се усуди да напусти своју земљу и можда се никада не врати. Арик Бокеове присталице биле су осуђене и погубљене, али је сада већ бивши велики кан, бар у јавности, кажњен једино изгнанством са двора. Године 1266. Арик Боке, још увек у најбољим годинама, изненада се разболео и умро, у тајанственим околностима, али врло погодним за Кублаја. Врло је вероватнно да је био отрован.
Кублајева победа скупо је плаћена. Неки чланови династије Борџигин, и њихове присталице, одбили су да му признају наслеђе. Неки су га само симболично признавали, а у ствари игнорисали и водили своју засебну политику. Кублај-кан је ускоро основао династију Јуан, а Монголско царство је престало да постоји као јединствен или релативно јединствен ентитет. Распало се у конфедерацију у којој је титула великог кана само номинално признавана од стране остала три ентитета: Златне хорде, Чагатаја и Илканата у Персији.